# Astragalus globosus
Astragalus globosus là một loài thực vật có hoa trong họ Đậu. Loài này được Vahl miêu tả khoa học đầu tiên.